# Sumé
Sumé (também conhecido como Zumé, Pay Sumé ou Tumé, entre outros nomes) é a denominação de uma antiga entidade da mitologia dos povos tupis do Brasil cuja descrição variava de acordo com a região. Tal entidade teria estado entre os indígenas antes da chegada dos portugueses e teria transmitido uma série de conhecimentos, como a agricultura, o fogo e a organização social.

## Lendas
Nas suas Cartas do Brasil, datadas de 1549, o padre Manuel da Nóbrega descreveu algumas lendas sobre uma entidade denominada Zomé. Tal divindade teria aparecido de forma misteriosa e se tratava de um homem branco, de barba e cabelos longos, que andava ou flutuava no ar.
Sumé começou por ensinar, ao povo da selva, a arte da agricultura e, depois, habilidades como a de transformar mandioca em farinha e alguns espinhos em anzol, além de regras morais. Curava feridas e diversos males sem cobrar nada em troca. Tanta gentileza e poder despertou, sobre si, o ódio dos caciques, culminando com a recepção de Sumé a flechadas numa certa manhã, armas que misteriosamente retornaram e feriram de morte os arqueiros atiradores. Causou espanto pela facilidade com que extraía as flechas de seu corpo sem escorrer sangue algum. Sumé ainda teria andado de costas para o mar até atingir as águas. A divindade teria desaparecido num voo sobre as ondas para nunca mais voltar. Quando Sumé foi embora, teria deixado uma série de rastros gravados numa pedra em algum lugar do interior do Brasil, que, segundo as lendas, formava o caminho de Peabiru.
Sumé teria tido dois únicos filhos, Tamandaré e Ariconte (ou Arikonta), que eram de diferente compleição e natureza e, por isso, um odiava mortalmente o outro.

## Sincretismo religioso
Os colonos católicos acreditavam no mito de que Sumé era o apóstolo cristão São Tomé, que, segundo a lenda, teria viajado para a Índia. Entretanto, encontram-se características relativamente parecidas a São Tomé na divindade de Viracocha, entidade cultuada por povos incas exatamente onde termina a trilha de Peabiru. Tal mito existe em parte da América do Sul (Brasil, Peru e Paraguai) e foi difundido principalmente por missionários.
Segundo o mito posteriormente contado por jesuítas, Sumé teria sido expulso pelos Tupinambás ao ter proibido a poligamia e o canibalismo. A lenda conta que, quando ele foi para o Paraguai, e depois para o Peru, teria aberto um caminho chamado de Peabiru, que se traduz por "Caminho das Montanhas do Sol", embora haja controvérsia com a versão "Caminho ao Peru"). Tal caminho, que ia do litoral de São Paulo até Assunção, cruzando o atual estado do Paraná, teria servido posteriormente aos europeus em expedição organizada em 1769 pelo capitão-mor Afonso Botelho de Sampaio e Sousa.